# 紀元前162年
紀元前162年（きげんぜん162ねん）は、ローマ暦の年である。

## 他の紀年法
- 干支 : 己卯
- 日本
  - 孝元天皇53年
  - 皇紀499年
- 中国
  - 前漢 : 文帝後元2年
- 朝鮮
  - 檀紀2172年
- 仏滅紀元 : 383年
- ユダヤ暦 : 3599年 - 3600年

## できごと

### セレウコス朝
- ユダ・マカバイに率いられたマカバイ軍はセレウコス朝に対する抵抗を続け、ユダヤのヘレニズム軍を苦しめた。
- セレウコス朝の軍は、神殿の丘に面するエルサレムの強力な砦であるアクラを支配し続けた。ユダ・マカバイは砦を包囲し、それに対してセレウコス朝の将軍でアンティオコス5世の摂政であるリュシアスは、市街から25kmにあるベトザカリアを包囲した。ユダはアクラの包囲を解除し、ベトザカリア南部に軍を進めた。ベトザカリアの戦いで、セレウコス軍はマカバイ軍に対して初めての勝利を収め、ユダはエルサレムに引き上げた。
- リュシアスはその後、街を包囲した。マカバイの降伏が間近に迫った時、先のセレウコス王アンティオコス4世に仕えた将軍フィリッポスが反乱を起こし、リュシアスは軍を引揚げざるを得なかった。結果としてリュシアスは和平を提案し、マカバイはこれを受け入れた。和平の内容には、宗教の自由の回復、ユダヤ人の居住の自由の承認、エルサレム神殿の公式な返還が含まれていた。
- 古代ギリシアの政治家ポリュビオスの助けを得て、セレウコス朝の前王セレウコス4世の息子デメトリオス1世は人質として捕らわれていたローマを脱出し、シリアで甥のアンティオコス5世から王位を継承したと宣言した。戦争が発生し、アンティオコス5世と摂政のリュシアスは王位を追われ、殺害された。デメトリオス1世はその後、セレウコス朝の王位を継いだ。

### グルジア
- イベリア王国の王Saurmag1世が死去した。息子がいなかったため、義理の息子のMirian1世が後を継いだ。

## 死去
- アンティオコス5世：セレウコス朝の王（紀元前173年生）
- リュシアス：セレウコス朝の将軍、摂政
- Saurmag1世：イベリア王国の王